# Ulrich II. von Radefeld
Ulrich II. von Radefeld († 16. März 1409 wahrscheinlich in Zeitz) war von 1394 bis 1409 Bischof von Naumburg.
Ulrich II. stammte aus der Familie Radefeldt. Der Zusatz "von" bezeichnet kein Adelsprädikat, sondern deutet eher auf den Ort seiner Herkunft (heute: Leipzig, OT Radefeld, Nordsachsen) hin. Ulrich war ein naher Verwandter des vorausgegangenen Bischofs Withego I. von Ostrau. Ostrau, in der Nähe von Schkeuditz, wurde zur Wüstung. Ulrich II. studierte in Prag und wurde Magdeburger Domdechant. Er wurde im Naumburger Dom bestattet. Seine Grabplatte war im 18. Jahrhundert noch vorhanden, der Text der Inschrift hat sich überliefert.